# Centro de Conferencias del Parque Olímpico
El Centro de Conferencias del Parque Olímpico es una instalación en Pekín (China) utilizada para celebrar ferias de muestras, exhibiciones, conferencias y convenciones, así como importantes eventos artísticos, deportivos o culturales.

## Construcción
Durante los Juegos Olímpicos de 2008 sirvió como centro de prensa, radiotransmisión y televisión. En sus instalaciones se acondicionó una sala donde se celebraron las competiciones de esgrima y pentatlón moderno (esgrima y tiro con pistola).
Fue construido por el estudio de arquitectos RMJM con base en Londres.
Está ubicado en el Parque Olímpico, distrito de Chaoyang, al norte de la capital china, a pocos metros al norte del Estadio Nacional.

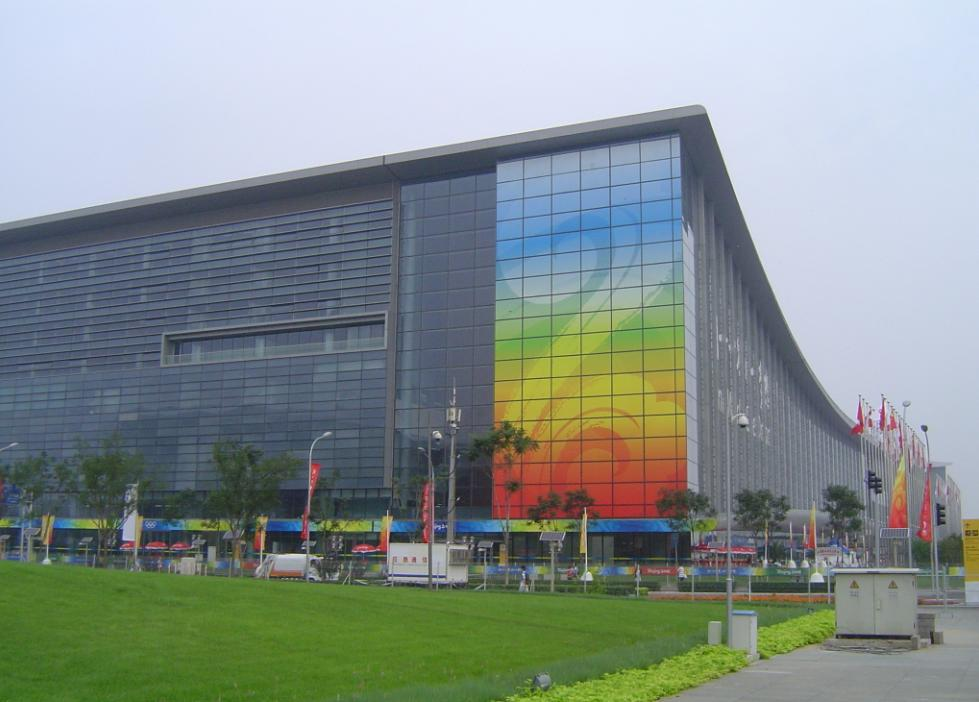
Centro de Conferencias del Parque Olímpico.

- Datos: Q3244952
- Multimedia: China National Convention Center / Q3244952